# Nanostrangalia duffyi
Nanostrangalia duffyi är en skalbaggsart som först beskrevs av J. Linsley Gressitt och Yves Rondon 1970.  Nanostrangalia duffyi ingår i släktet Nanostrangalia och familjen långhorningar.
Artens utbredningsområde är Laos. Inga underarter finns listade i Catalogue of Life.